# Копејск
Копејск (рус. Копейск) град је у Русији у Чељабинској области. Према попису становништва из 2023. у граду је живело 148.000 становника.

## Географија
Површина града износи 236,71 km².

## Историја
Основан је на месту поселка Тугајкул, о којем се први документарни спомен датира од 2.априла 1610. године, а историја његовог оснивања потиче из 1736. године, када је изграђена Чељабинска тврђава. Иван Иванович Редикорцев је 19.августа 1832. године открио прве Залихе угља Чељабинског угљног базена на реци Миjас, у близини поселка Илинског. Након тога, шахте и поселци су почели да се називају Чељабинским копљама. Поселок је почео брзо да се развија. Године 1907.овде је отворена прва угљна шахта Екатерина, названа у част жене предузетника и. н. Ашанина, који је купио право изнајмљивања угљенских делова у близини поселка и основао Екатерининске каменог угља и. Н.Ашанин и Ко. Ова година се сматра годином оснивања града.
Одлуком Президиума ЦИК СССР-а од 2.јануара 1925. године, колектив радника Чељабинских угљних копеја "за помоћ коју је пружила Црвена армија 24. јула 1919. године, при заузимању града Чељабинска" награђен је Орденом бојне црвене заставе. Са формирањем Копејска град је добио статус Црвенознамног. У бившем СССР - у само 6 градова је награђено таквом наградом.
20.јуна 1933. године, одлуком ВЦИК-а, Раднички поселок Чељабински Копи је претворен у град Копейск подређеног округу. Копейск је 20.августа 1935. године добио статус града областне подређености, остајући центар Копејског района. Године 1937.територија района је предата приградској зони града Копейска.
Током Велике отечествене војне У Копейск је евакуисан Воронежски државни драматични театар и Горловски машиностроивни завод им. С.М. Кирова из Горловке Сталинске области Украјинске ССР, касније Копејски машиностроивни завод им. С.М. Кирова.
1972.године у поселу РМЗ на фабрици КАРЗ догодио се незнатан инцидент са цурењем хемијског отпада.
2004.године у град су укључени поселци Бажово, Вахрушево, Железнодорожни, Октябрски, Потанино и Старокамышинск.
Од 30.новембра 2004. године општинско образование Копейск је добио статус Копејског градског округа, на основу Закона Чељабинске области "о статусу и границама Копејског градског округа", који је примљен одлуком законодавне скупштине од 28. октобра 2004. године № 1433.

## Економија

### Индустрија
До 1990-их година XX века, основна грана економије била је рударска индустрија угља (шахте капитална, Комсомољска, Црвена рударска, Централна) и машинска грађевина (Копејски машиностроивни завод им. Кирова је највећи произвођач угљних и солних комбајна). Тренутно су сви рудници затворени због лошег квалитета угља и високих трошкова његове производње. У оквиру града налази се АО Завод Пластмасс, један од главних добављача артиљеријских Снајдера и неуправљаних ракета за Оружане снаге РФ, ООО ПТК Союзполимер велико предузеће за производњу полиетиленске плене, АО СОТ један од највећих произвођача одвода за цеви, АО Копејски машински завод највећи произвођач рударске опреме у земљи, ООО Копејски Завод за изолацију цеви производи цеви са антикорозијским покривањем на основу екструдираног полиетилена, ООО Карбо Керамикс (Евроазија)" — произвођач керамичког пропанта за нафтну и гасну индустрију, АО Полисорб произвођач лекова Полисорб МП, холдинг компанија Сигма највећи агропромишљени комплекс у Уралном округу, чија је главна делатност производња и продаја биљних уља и прерађивачких производа на територији Русије, као и земаља блиске и даљње странство.

### Трговина
У 2011.години, велика и средња предузећа обраде производње отпремила су робу сопствене производње, извршила радове и услуге у износу од 12,5 милијарди рубаља.
У Копејску је настала мрежа алкомаркета "црвено и бело".
На територији Копейска налази се велики трговачки центар Метро. Овај ТЦ игра значајну улогу у животу града, јер већина индивидуалних предузетника Чељабинска и Копейска купује производе управо у њему. На тај начин утиче на имиџ града и улагања у локални буџет.
У центру града налази се ТРК Слава, у којем је представљено мноштво различитих трговачких компанија и ресторана познатих брендова, на пример, Евросеть, Помодоро, експерт, Связной, и других.
Недалеко од центра града налази се тржишни комплекс Янтарь.
Последњих година Копејск се претвара у град са вишесмерном економијом. У граду је регистровано више од 1000 индустријских предузећа и више од 7000 приватних предузетника. Активно се гради становање.

## Становништво
Према прелиминарним подацима са пописа, у граду је 2010. живело 137.604 становника, 64.262 (87,62%) више него 2002.
| 1939.  | 1959.   | 1970.   | 1979.   | 1989.  | 2002.  | 2010.   |
| ------ | ------- | ------- | ------- | ------ | ------ | ------- |
| 60.153 | 160.713 | 155.799 | 145.905 | 79.048 | 73.342 | 137.601 |

## Административни уређај
У оквиру административно-територијалног уређења Чељабинске области, Копейск је град областног значаја, коме су подређена 3 селска насељена места. У оквиру локалне самоуправе, он формира општинску заједницу Копејски градски округ, у који поред града спадају 3 селска насеља (село Калачево, поселок Заозерни, село Синеглазово).
Град укључује 7 територијалних одељења, још 1 територијални одељење је организовано у подређеним градовима сеоским насељеним местима (Калачевски). Укупно 8 територијалних одељења улази у структуру администрације Копејског градског округа:
- Октобарски територијални одјељак
- Потанински територијални одјељак
- Железнички територијални одељење
- Вахрушевски територијални одељење
- Старокамишински територијални одељење
- Калачевски територијални одељење
- Горњачки територијални одјељак
- Бажовски територијални одјељак.

Много година се расправља о прикључењу града Копейска, а касније Копејског градског округа Чељабинску (Чељабинском градском округу) као осмом Копејском унутрашњем градском округу. Чељабински медији пишу да наводно становништво углавном подржава иницијативу и да је спремно да позитивно гласа на референдуму, али руководиоци и запослени у општинским органима власти категорично се противе због страха да ће изгубити насељена места, врши се притисак на општинске установе и предузећа са захтевом да се спречи подршка иницијативи за приступање Чељабинску.